# Plenge (Berg)
Die Plenge ist ein 2373 Meter hoher Berg in den Karnischen Alpen in Kärnten. Sie gilt als Hausberg des Lesachtals, ihr Gipfel liegt auf der Grenze zu Kötschach-Mauthen.

## Lage und Umgebung
Die Plenge liegt rund vier Kilometer südlich von Birnbaum, einem der vier Hauptorte des Lesachtals. Sie bildet den nördlichsten Gipfel der Mooskofelgruppe, die dem Karnischen Hauptkamm etwas vorgelagert ist. Dadurch nimmt sie im Lesachtal eine dominierende Position ein, obwohl viele Berge des Karnischen Hauptkamms deutlich höher sind. Das mächtige Bergmassiv überragt die auf der Südseite des Lesachtals gelegene kleine Ortschaft Wodmaier (993 m) und ist von weiten Teilen des Tals aus zu sehen. Auch deswegen gilt sie vielen Lesachtalern als Hausberg. Vom Gipfel der Plenge aus überblickt man das gesamte Lesachtal, aber auch das Gailtal im Osten. Bei entsprechenden Sichtverhältnissen sind im Norden viele prominente Gipfel des Alpenhauptkamms (u. a. Großglockner, Großvenediger, Hochalmspitze) auszumachen. Nach Süden hin bieten sich gute Einblicke auf die nur fünf Kilometer entfernte Hohe Warte, den höchsten Gipfel der Karnischen Alpen.

## Etymologie
Der Berg trug 1785 die Bezeichnung Blenger. Heinz-Dieter Pohl verbindet Plenge mit dem schweizerdeutschen Alpenwort plangge, „steile Weide, steil abfallende Grasflächen in Waldungen oder zwischen Felsen“, ursprünglich „Brett“, aus romanisch planca. Der Weg zum Gipfel führt sowohl von der Raimundealm im Süden als auch vom Plengboden im Nordosten her tatsächlich über steile Grashänge.

## Route zum Gipfel
Die Plenge ist für geübte Bergsteiger ohne größere Schwierigkeiten zu begehen, die Tour erfordert aber Schwindelfreiheit und Trittsicherheit. Ein durchgehend steiler, aber gut markierter Pfad startet im Waldstück oberhalb von Wodmaier und führt in etwa 4 Stunden auf den Gipfel. Auf rund 2200 m bietet ein kleiner See eine gute Rastmöglichkeit. Das letzte Stück am Gipfelaufbau verläuft über den Südgrat und verlangt leichte Kletterei (UIAA I+). Das Gipfelkreuz befindet sich etwas unterhalb des höchsten Punkts. Aufgrund des langen und mühsamen Anstiegs wird die Plenge nicht sehr oft begangen. Es gibt weder Einkehrmöglichkeiten noch Schutzhütten oder Unterstände.

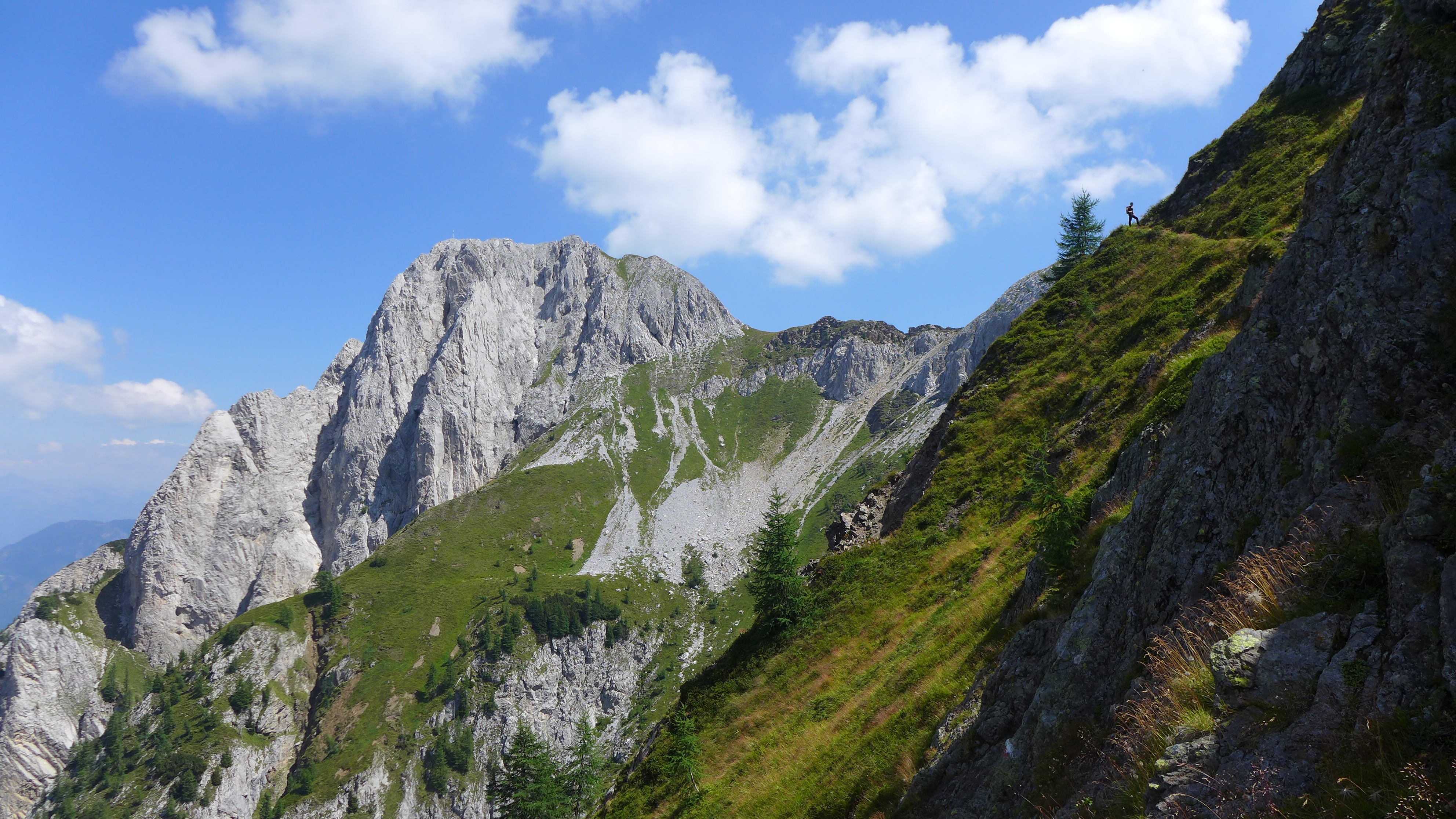
Gipfelaufbau der Plenge von Westen
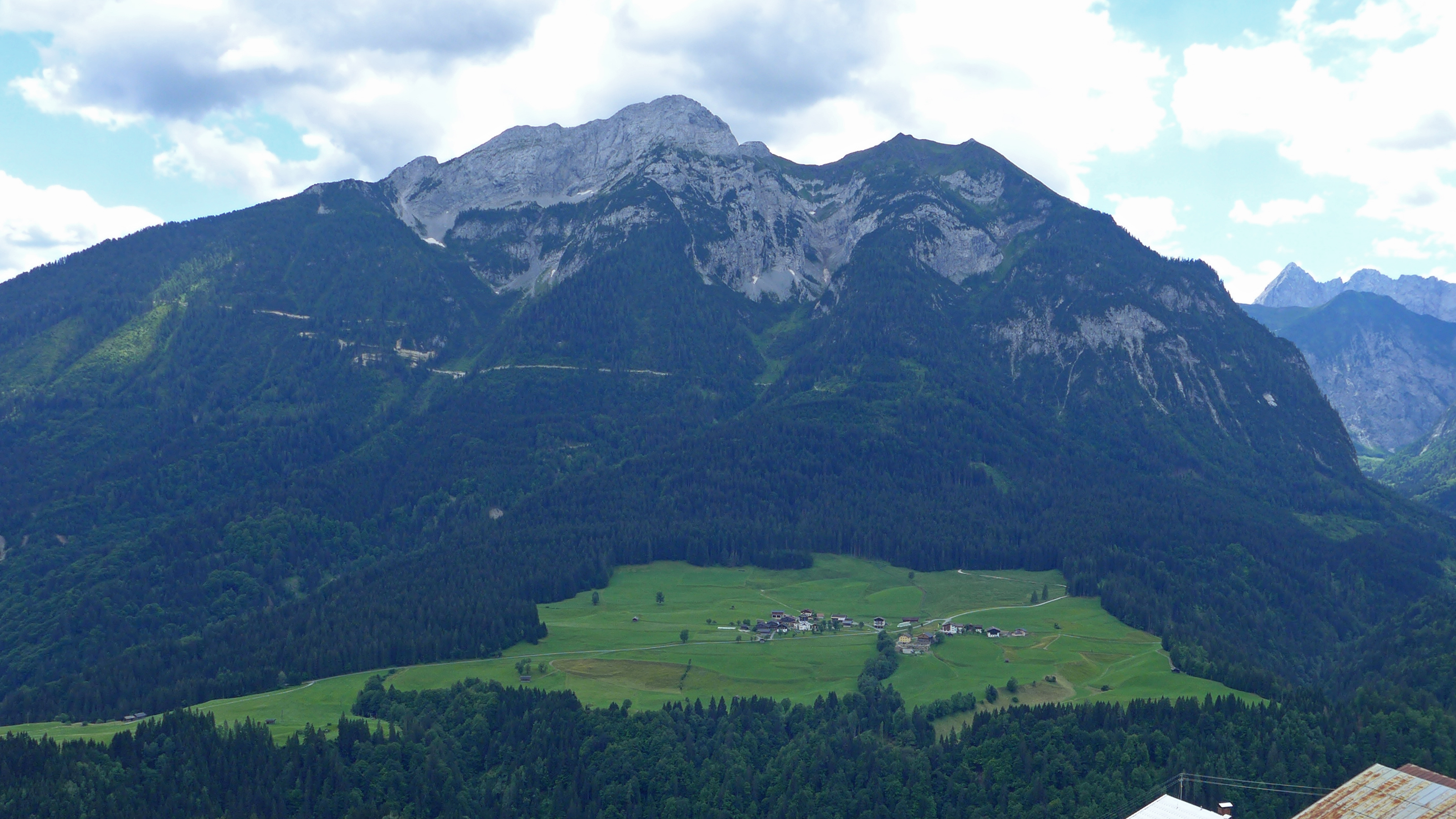
Plenge mit Bauerndorf Wodmaier von Kornat aus gesehen
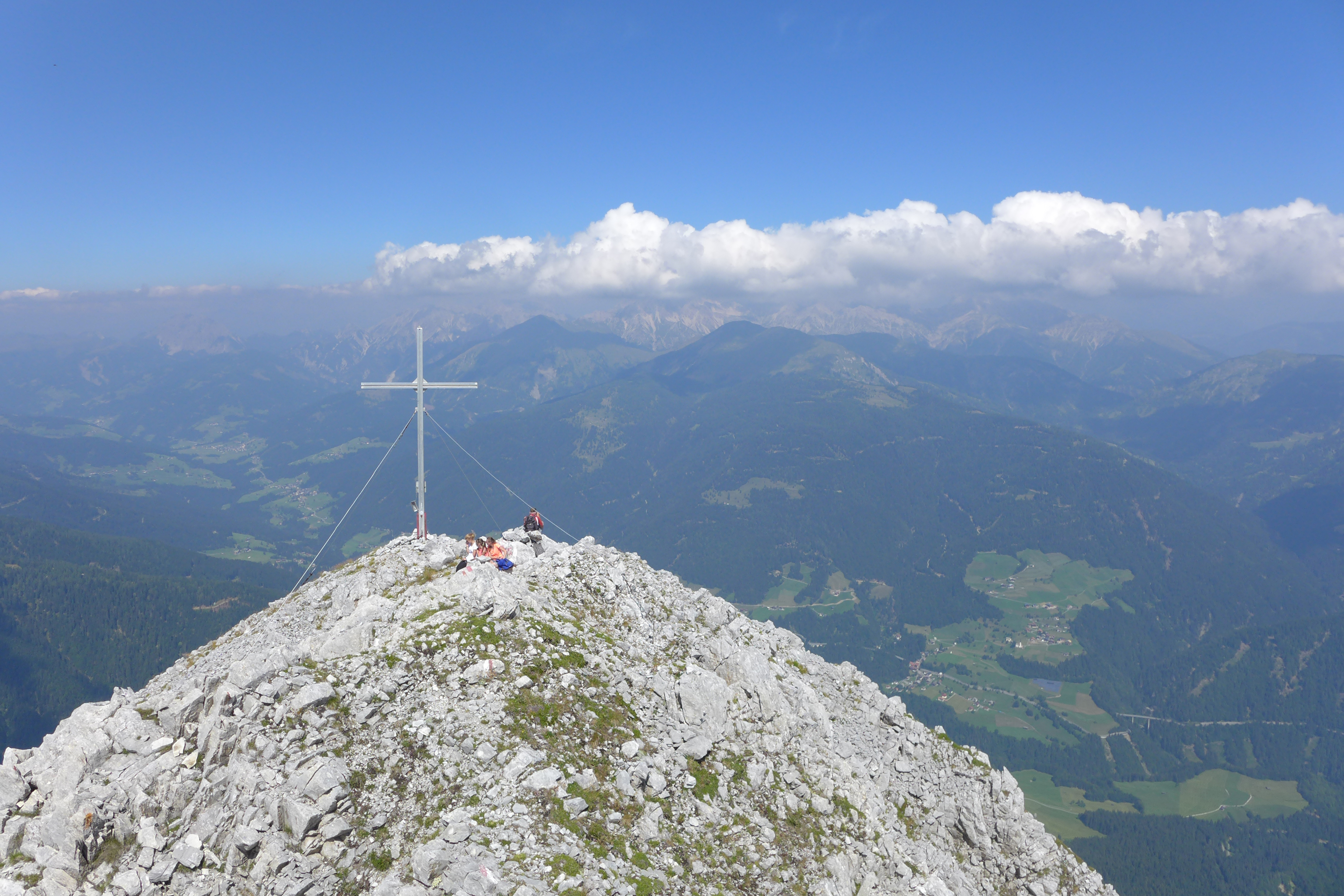
Gipfelkreuz der Plenge mit Blick ins Lesachtal